# Estadi Internacional de Trípoli
L'Estadi Internacional de Trípoli (àrab: ملعب طرابلس, Malʿab Ṭarābulus) és un estadi esportiu de la ciutat de Trípoli, a Líbia.
Té una capacitat per a 65.000 espectadors. L'estadi fou inaugurat l'any 1970. Inicialment s'anomenà Estadi 11 de Juny. Va ser seu de la Copa d'Àfrica de Nacions 1982. És la seu dels clubs Al-Ahli, Al-Ittihad i Al-Madina.

## Referències

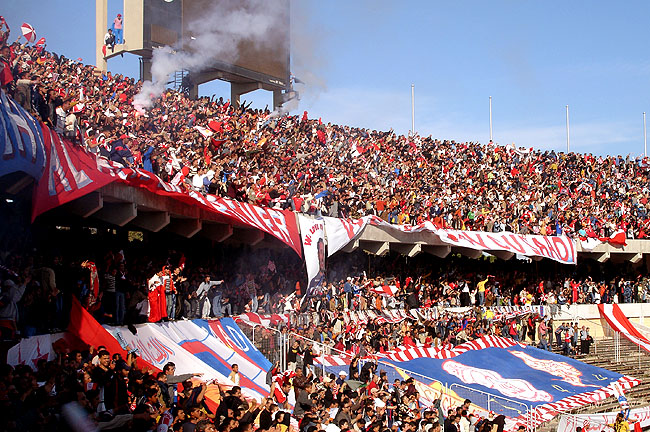
Seguidors d'Al Ittihad.